# مرزوق الغامدي
مرزوق الغامدي، ممثل سعودي. دخل عالم الفن منذ عام 1988، وعمل في المسرح والتلفزيون. 

## من أعماله

### من المسلسلات
- بركات
- وصية بدر
- العاصوف 2
- سريع سريع
- سوق الدماء
- العاصوف
- بدون فلتر
- شير شات
- سناب شاف
- ظل الحلم
- شباب البومب 5
- القصر الكبير
- حصاد الزمن
- شباب البومب 4
- عندما يزهر الخريف 2
- شباب البومب 3
- كلام الناس 3
- الخطاف
- شباب البومب 2
- كلام الناس 2
- هشتقة 2
- أي خدمة
- مسرحية شايب وحاسب
- شباب البومب
- كلام الناس (مسلسل)كلام الناس
- من الآخر
- هشتقة
- عميان
- غشمشم 6
- ماشي
- فيلم أحلام وردية
- فيلم أصدقاء الطفولة
- بيني وبينك 4
- سليم ودستة حريم
- طاش ما طاش 17
- غشمشم 5
- مسرحية فاصل ونواصل
- من عيوني
- هوامير الصحراء 2
- وش وشة
- أبجد هوز
- الخادمة
- بيني وبينك 3
- طاش ما طاش 16
- بيني و بينك 2
- عمشة في ديرة النسوان
- كلنا عيال قرية
- وشوشة
- بيني وبينك 1
- طاش ما طاش 15
- دولاب الزمن
- طاش ما طاش 12
- فرط الرمان
- طاش ما طاش 10
- جروح باردة
- طاش ما طاش 8
- السحارة
- طاش ما طاش 7
- عودة الطيور
- طاش ما طاش 6
- الحاسة السادسة
- الديك الأزرق (2021).
- اختطاف (2021).
- مشراق (2022).[2]
- طقطق وأخو شما (2025).
- الزافر (2025).[3]

### من الأفلام
- شباب البومب (2024).[4]

## وصلات خارجية
- فنانون سعوديون يرفضون النقد.. ويصفون النقاد ب«أعداء النجاح»